# Пузанов Іван Іванович
Іва́н Іва́нович Пуза́нов  (* 13 (25) квітня 1885, Курськ, Росія — 22 січня 1971, Одеса) — український та російський вчений у галузях зоології, зоогеографії та охорони природи, професор, доктор біологічних наук (1938), заслужений діяч науки УРСР (1965).

## Біографія
Народився в Курську. «Велику роль у розвитку моєї особистості, — згадував Пузанов, — зіграла наша перша поїздка в Крим, яка розкрила переді мною зовсім новий, яскравий світ…» 1904 року закінчив Курську класичну гімназію. І того ж року вступив на природниче відділення Московського університету. Великий вплив на формування особистості Пузанова мали лекції Климента Тімірязєва, Михайла Мензбіра.
1911 року закінчив Московський університет. Працював у ньому до 1917 року.
У 1917—1933 роках працював у Криму: від 1917 року — в Севастопольському народному університеті, від 1922 року — професор Кримського університету (від 1925 року — педагогічний інститут).
У 1934—1947 роках професор Горьковського університету.
Від 1947 року професор Одеського державного університету ім. І. І. Мечникова.
Помер 22 січня 1971 року. Похований в Одесі на Другому християнському цвинтарі.

## Наукова діяльність
Праці Пузанова присвячено вивченню ссавців, птахів, плазунів, земноводних, риб і молюсків, питанням зоогеографії, історії формування фауни (зокрема, Криму), охорони природи та раціонального використання природних ресурсів.
Учнем І. І. Пузанова був відомий зоолог І. К. Лопатін.

## Деякі публікації

### Основні праці
- Мир животных. — Москва — Ленинград: Биомедгиз, 1937. — 176 с.
- Животный мир Горьковской области. — Горький, 1955 (співавтори В. І. Козлов, Г. П. Кипарисов).
- Зоогеография. — Москва: Учпедгиз, 1938. — 360 с.

Останню книгу двічі перевидано українською мовою:
- Зоогеографія. — Київ: Радянська школа, 1939. — 379 с.
- Зоогеографія. Київ — Львів: Радянська школа, 1949. — 504 с.

### Малакологічні статті
- Пузанов И. И. 1925. Наземные моллюски Симферопольского естественно-исторического музея. Записки Крымского общества естествоиспытателей. 8: 112—120.
- Пузанов И. И. 1925. Материалы к познанию наземных моллюсков Крыма, ч. I. Моллюски горного Крыма. Бюллетень Московского общества испытателей природы, отделение биологии. 33: 48–104.
- Пузанов И. И. 1926. Материалы к познанию наземных моллюсков Крыма, ч. II. Моллюски степного Крыма. Бюллетень Московского общества испытателей природы, отделение биологии. 35: 84–101.
- Пузанов И. И. 1927. Материалы к познанию наземных моллюсков Крыма, ч. III. Состав, распределение и генезис Крымской малакофауны. Бюллетень Московского общества испытателей природы, отделение биологии. 36: 221—282.
- Puzanov I. 1928. Die malakogeografische Glierderung der Krim und der Ursprung ihrer molluskenfauna. Zoologische Jahrbücher. 54 (2): 315—343.